# Cross Purposes
Cross Purposes (с англ. — «Пересекающиеся цели») — семнадцатый студийный альбом британской рок-группы Black Sabbath, вышедший в 1994 году.

## Об альбоме
После ухода из группы Ронни Джеймса Дио и Винни Апписи в 1992 году Тони Айомми и Гизер Батлер начали готовить материал для нового альбома. Предполагалось, что он будет записан с участием Оззи Осборна. Однако переговоры по поводу возвращения Осборна затянулись. В результате в состав группы были приглашены вокалист Тони Мартин, уже певший в Black Sabbath, и новый ударник Бобби Рондинелли, ранее игравший в Rainbow и Blue Öyster Cult. Желая избежать конфликта c Осборном из-за прав на название группы, Тони Айомми и Гизер Батлер вначале предполагали выпустить альбом под своими именами как совместную работу, но в итоге диск был издан как альбом Black Sabbath.  
В поддержку альбома было проведено концертное турне. По его итогам был издан концертный альбом Cross Purposes Live и видеоальбом с одноимённым названием на VHS .
Иллюстрация, послужившая обложкой альбома, в чуть изменённом виде ранее использовалась как обложка сингла Scorpions "Send Me an Angel" (1990).

## Список композиций
Авторы всех песен Тони Мартин, Тони Айомми и Гизер Батлер. Песня «Evil Eye» была написана Мартином, Айомми и Батлером совместно с Эдди ван Халеном, но об этом не было упомянуто на обложке.

### Сторона А
1. «I Witness» — 4:56
2. «Cross of Thorns» — 4:32
3. «Psychophobia» — 3:15
4. «Virtual Death» — 5:49
5. «Immaculate Deception» — 4:15

### Сторона Б
1. «Dying for Love» — 5:53
2. «Back to Eden» — 3:57
3. «The Hand That Rocks the Cradle» — 4:30
4. «Cardinal Sin» — 4:21
5. «Evil Eye» — 5:58

#### Бонус-трек
На японской версии альбома добавлен бонус-трек:
1. «What’s the Use» — 3:03

## Участники записи
- Тони Мартин — вокал
- Тони Айомми — гитара
- Гизер Батлер — бас-гитара
- Бобби Рондинелли — ударные
- Джефф Николс — клавишные